# Jacob Okanka Obetsebi-Lamptey
Jacob (Jake) Okanka Obetsebi-Lamptey (* 4. Februar 1946 in Accra; † 20. März 2016 in London) war ein ghanaischer Politiker, Fernseh- und Radioproduzent sowie Moderator. In der Regierung von Präsident John Agyekum Kufuor war er zwischen 2005 und Juli 2007 als Minister of Tourism & Diasporean Relations für Tourismus und Beziehungen zur Diaspora zuständig. Zuvor war er bereits seit 2002 Minister für Tourismus und die Modernisierung des Zentrums der Hauptstadt bis 2005 gewesen. Er trat zum 31. Juli 2007 von seinem Ministerposten zurück, um der New Patriotic Party (NPP) bei den Präsidentschaftswahlen 2008 als Kandidat zur Verfügung zu stehen.
Obetsebi-Lamptey besuchte in Accra die Grundschule und ging für die weiterführende Ausbildung nach Großbritannien.
Bis 1996 arbeitete er als Schreiber von Skripten, als Kommentator und Moderator in Radio und Fernsehen bei GBC (Ghana Broadcasting Corporation). Dann wechselte er als Radio- und Fernsehproduzent zu Lintas West African, einer Werbefirma. Im Jahr 1971 war er zuständig für die Kampagne Familienplanung (Family Planning) für Lintas in Ghana.
Zwischen 1984 und 1999 arbeitete er zudem für die Weltgesundheitsorganisation (WHO). Er war Präsident der Vereinigung für Werbung (Advertising Association) in Ghana. Bei den Parlamentswahlen im Jahr 2000 war er als National Campaign Manager für die Wahlkampagne der NPP zuständig. Der Vater von Jacob Okanka Obetsebi-Lamptey war Emmanuel Obetsebi-Lamptey, einer der führenden Politiker der britischen Kolonie Goldküste und Mitgründer der United Gold Coast Convention.